# Les Derniers Aventuriers
Pour les articles homonymes, voir The Adventurers.
Pour plus de détails, voir Fiche technique et Distribution.
Les Derniers Aventuriers (The Adventurers) est un film américain réalisé par Lewis Gilbert, sorti en 1970.

## Synopsis
Dax Xenos, fils d'un ancien héros d'un pays d'Amérique du Sud, le Corteguay, est parti se réfugier en Europe où il mène une existence fort amorale. Il va se retrouver rattrapé par le passé qu'il avait tenté d'oublier. Son père, puis El Condor[Qui ?] ayant été assassinés par le président Rojo, Dax rentre en Europe[pas clair], avec la promesse de revenir au Corteguay pour assouvir sa vengeance.

## Fiche technique
- Titre original : The Adventurers
- Réalisation : Lewis Gilbert, Ernest Day (seconde équipe) et Luis Armando Roche (assistant réalisateur)
- Scénario : Michael Hastings et Lewis Gilbert, d'après une œuvre de Harold Robbins
- Directeur de la photographie : Claude Renoir
- Montage : Anne V. Coates
- Musique : Antônio Carlos Jobim
- Production : Lewis Gilbert (producteur), Joseph E. Levine (producteur exécutif)
- Sociétés de production : AVCO Embassy Pictures, Paramount Pictures
- Société de distribution : Paramount Pictures
- Pays de production :  États-Unis
- Langue : anglais
- Format : Couleur (Technicolor) - Mono - 35 mm
- Genre : Aventures
- Durée : 171 minutes
- Date de sortie :
  - États-Unis : 25 mars 1970
  - France : 2 octobre 1970

## Distribution
- Bekim Fehmiu : Dax Xenos
- Charles Aznavour (VF : lui-même) : Marcel Campion
- Alan Badel (VF : Serge Nadaud) : le président Rojo
- Candice Bergen (VF : Sylviane Mathieu) : Sue Ann Daley
- Thommy Berggren (VF : Philippe Mareuil) : Sergei Nikovitch
- Delia Boccardo (VF : Monique Morisi) : Caroline de Coyne
- Ernest Borgnine (VF : Henry Djanik) : Fidel (Fat Cat en VO)
- Rossano Brazzi (VF : Jean-Claude Michel) : le baron de Coyne
- Olivia De Havilland (VF : Claire Guibert) : Deborah Hadley
- Anna Moffo : Dania Leonardi
- Fernando Rey (VF : René Arrieu) : Jaime Xenos
- Leigh Taylor-Young (VF : Jeanine Freson) : Amparo Rojo
- Yolande Donlan : Mrs Erickson
- John Ireland (VF : Jean Berger) : Mr James Hadley
- Jorge Martinez De Hoyos (VF : Georges Atlas) : El Condor
- Zienia Merton : Mlle Xenos (sœur de Dax Xenos)
- Yorgo Voyagis (VF : Daniel Gall) : El Lobo
- Ferdy Mayne (VF : Jean Michaud) : le père de Sergei
- Milena Vukotic (VF : Joëlle Janin) : April Stavronis
- Sidney Tafler (VF : Bernard Musson) : le colonel Gutierrez
- Jaclyn Smith (VF : Évelyn Séléna) : Belinda, la journaliste
- Marcus Beck (VF : Linette Lemercier) : Philippe Xenos (non crédité)
- John Frederick (VF : Maurice Dorléac) : Mr Erickson (non crédité)
- Lois Maxwell : la femme au défilé de mode (non créditée)